# 柯智棠
柯智棠（Kowen Ko，1990年4月21日—），台灣男歌手。2013年以自彈自唱Coldplay的〈Fix You〉和〈Clocks〉獲得第25屆海弦獎校園民歌大賽冠軍。同年以金士頓（Kingston）廣告《記憶月台》（A Memory to Remember）主題曲〈It was May〉初試啼聲，引發注目。2015年8月發行個人首張專輯《你不真的想流浪》，2015年底再為金士頓（Kingston）廣告《記憶的紅氣球》（When Red Balloons Fly）演唱主題曲〈To be Forgotten〉。2016年入圍第27屆金曲獎最佳新人獎和最佳國語男歌手獎。歌手魏如萱與魏如昀為其表姊，愛爾蘭創作歌手戴米恩·萊斯（Damien Rice）為其偶像。2018年發行專輯《吟遊》，2019年獲得中華音樂人交流協會2018年度十大專輯並入圍第30屆金曲獎最佳國語男歌手獎。

## 音樂作品

### 錄音室專輯
| 排序 | 發行日期      | 專輯名稱           | 曲目 |
| 1st  | 2015年8月28日 | 《你不真的想流浪》 | 1. It was May 2. Goodbye & Goodnight（中文版） 3. Me and My Candy House 4. Down oh Down 5. 你不真的想流浪 6. 快樂的虛無主義者 7. 荒謬 8. 無傷大雅的瘋狂 9. 找到我 10. Goodbye & Goodnight（英文版）                                                                                 |
| 2nd  | 2018年8月2日  | 《吟遊》           | 1. Man Without a Mission 2. 無關拯救的事 Need No Salvation 3. 遠走 Far and Gone 4. 生活就是這麼 Life is Such a …Thing 5. 懶散與害怕 The Fear and The Laziness 6. 舞伴 Dancing Partners（feat.洪佩瑜） 7. You Are 8. 不是 See You 9. 聽見 Hear it, within You 10. 給你/妳 To You/You |
| 3rd  | 2024年11月8日 | 《My Nova》        | 1. This is My World 2. For Me 3. Every 4. Speak Your Mind 5. My Nova 6. Istanbul 7. Barely Intended 8. A Wormhole 9. Even Though I Wouldn’t 10. A Sigh |

### 獨唱單曲
| 發行日期   | 單曲名稱             | 備註                               |
| 2015年10月 | To Be Forgotten      |                                    |
| 2018年1月  | True Colors          |                                    |
| 2018年11月 | Tonight (男生版)     |                                    |
| 2019年5月  | 陽光燦爛(深夜頂樓版) |                                    |
| 2019年6月  | The Joy of Sorrow    |                                    |
| 2022年1月  | 數到一               | 《嗨！神獸》中文主題曲             |
| 2025年3月  | 神的回信             | 電視劇集《星空下的黑潮島嶼》片尾曲 |

### 合唱單曲
| 發行日期   | 單曲名稱                    | 備註                           |
| 2020年11月 | 每天的不理想(劉若英&柯智棠) | 收錄於《不完美人生指南》合輯中 |

### 公益單曲
| 年份 | 歌手 | 曲目           | 備註                           |
| 2019 | 徐佳瑩、艾怡良、彭佳慧、楊乃文、蕭煌奇、伍思凱、黃子佼、陶晶瑩、光良、MATZKA、 魏如萱、柯智棠、HUSH、A-Lin、萬芳、江美琪、紀曉君、戴愛玲、桑布伊 | 現在開始做朋友 | 第二屆「愛之日常」音樂節主題曲 |

## 演唱會
| 演唱會名稱                         | 日期           | 國家/城市 | 地點                         | 表演嘉賓     | 附註                                                                         |
| 唱遍台灣演唱會                     | 2015年7月15日  | 臺灣 臺北 | offline 離線咖啡             |              | 超犀利趴未來趴演唱會，首次舉辦小型售票演唱會，個人首場offline 離線咖啡演唱會 |
| 唱遍台灣演唱會                     | 2015年8月7日   | 臺灣 高雄 | In Our Time                  |              |                                                                              |
| 唱遍台灣演唱會                     | 2015年8月8日   | 臺灣 台東 | 鐵花村 w                     | 石門航空樂團 |                                                                              |
| 唱遍台灣演唱會                     | 2015年8月23日  | 臺灣 臺北 | Legacy mini @ amba           |              |                                                                              |
| 唱遍台灣演唱會                     | 2015年8月29日  | 臺灣 宜蘭 | The WALL 賣捌所              |              |                                                                              |
| 唱遍台灣演唱會                     | 2015年8月30日  | 臺灣 花蓮 | 璞石咖啡                     |              |                                                                              |
| 唱遍台灣演唱會                     | 2015年9月12日  | 臺灣 桃園 | ThERE CAFE & LIVE HOUSE      |              |                                                                              |
| 唱遍台灣演唱會                     | 2015年9月27日  | 臺灣 臺北 | 風和日麗唱片行               |              | 台北番外篇                                                                   |
| 唱遍台灣演唱會                     | 2015年10月23日 | 臺灣 臺北 | 海邊的卡夫卡                 |              |                                                                              |
| 唱遍台灣演唱會                     | 2015年11月14日 | 臺灣 臺中 | Forro Cafe                   |              |                                                                              |
| 唱遍台灣演唱會                     | 2015年12月25日 | 臺灣 臺北 | Legacy                       |              | 定名為 "唱遍的人（加場）演唱會"                                              |
| 一個人的流浪中國演唱會             | 2016年10月7日  | 中國 杭州 | Loopy                        |              |                                                                              |
| 一個人的流浪中國演唱會             | 2016年10月9日  | 中國 廣州 | SDlivehouse                  |              |                                                                              |
| 吟遊巡迴演唱會                     | 2018年8月25日  | 臺灣 台北 | 台北國際會議中心             | 洪佩瑜       |                                                                              |
| 吟遊巡迴演唱會                     | 2018年8月31日  | 中國 廣州 | SDlivehouse                  |              |                                                                              |
| 吟遊巡迴演唱會                     | 2018年9月1日   | 中國 成都 | 小酒館                       |              |                                                                              |
| 吟遊巡迴演唱會                     | 2018年9月2日   | 中國 杭州 | 酒球會                       |              |                                                                              |
| 吟遊巡迴演唱會                     | 2018年9月6日   | 中國 北京 | DOC                          |              |                                                                              |
| 吟遊巡迴演唱會                     | 2018年9月8日   | 中國 上海 | 育音堂                       |              |                                                                              |
| 《My Nova》專輯發片專場演出        | 2025年3月9日   | 臺灣 台北 | Legacy TERA                  |              | 原訂1月5日，因故延期                                                         |
| 【衛武營小時光】《My Little Nova》 | 2025年7月23日  | 臺灣 高雄 | 衛武營國家藝術文化中心表演廳 |              |                                                                              |

## 獎項紀錄
| 年份 | 屆次                               | 專輯                    | 獎項                     | 入圍                    | 結果   |
| ---- | ---------------------------------- | ----------------------- | ------------------------ | ----------------------- | ------ |
| 2012 | 國立中興大學企業管理系與應用數學系 | 〈陀飛輪〉              | 魯拉拉歌唱大賽           | 〈陀飛輪〉              | 第一名 |
| 2013 | 國立台中教育大學海韻吉他社         | 〈Fix You〉、〈Clocks〉 | 第25屆海弦獎校園民歌大賽 | 〈Fix You〉、〈Clocks〉 | 第一名 |
| 2016 | 第19屆中華音樂人交流協會           | 《你不真的想流浪》      | 年度十大單曲             | 〈你不真的想流浪〉      | 獲獎   |
| 2017 | 第27屆金曲獎                       | 《你不真的想流浪》      | 最佳新人獎               | 《你不真的想流浪》      | 提名   |
| 2017 | 第27屆金曲獎                       | 《你不真的想流浪》      | 最佳國語男歌手獎         | 《你不真的想流浪》      | 提名   |
| 2019 | HITO流行音樂獎                     | 《吟遊》                | hito 唱作男聲            | 《吟遊》                | 獲獎   |
| 2019 | 第22屆中華音樂人交流協會           | 《吟遊》                | 年度十大專輯             | 《吟遊》                | 獲獎   |
| 2019 | 第30屆金曲獎                       | 《吟遊》                | 最佳國語男歌手獎         | 《吟遊》                | 提名   |
| 2025 | 第36屆金曲獎                       | 《My Nova》             | 最佳演唱錄音專輯獎       | 《My Nova》             | 提名   |

## 相關網站
- 柯智棠的Facebook專頁
- 柯智棠製糖所的Instagram帳戶
- forgood好多音樂的Facebook專頁